# 洛姆 (北部省)
洛姆（法語：Lomme，法語發音：[lɔm]）是法国北部省的一个旧市镇，属于里尔区。2000年，洛姆并入市镇里尔。

## 地理
洛姆（50°38'43.80"N, 2°59'15.19"E）面积9.31 平方千米，位于法国上法蘭西大區北部省，该省份为法国最北部的省份及最长的省份，西北濒北海，西接加来海峡省，南至埃纳省和索姆省，东与比利时接壤。
与洛姆接壤的市镇（或旧市镇、城区）包括：洛斯、昂格洛、里尔、朗贝萨尔。
洛姆的时区为UTC+01:00、UTC+02:00（夏令时）。

## 行政
洛姆的邮政编码为59160，INSEE市镇编码为59355。

## 人口
洛姆于2018年1月1日时的人口数量为28006人。